# Альби (регбийный клуб)
«Спортинг Клаб Альбижуа» (фр. Sporting club albigeois) — французский регбийный клуб из Альби, выступающий во второй по силе лиге страны, Про Д2. На протяжении нескольких последних лет команда попеременно выступает в сильнейшей и второй лиге; последний на данный момент сезон в элите клуб провёл в 2009—2010 годах. Команда проводит домашние матчи на городском стадионе, вмещающем 13 058 зрителей. Традиционные цвета — жёлтый и чёрный.

## Достижения
- Первый дивизион (предшественник Топ 14)
  - Раунд шестнадцати: 1955, 1974
- Про Д2
  - Победитель плей-офф: 2006, 2009
- Дивизион 1, группа «Б» (предшественник Про Д2)
  - Полуфинал: 1980, 1986
- Националь 1 (сильнейшая любительская лига)
  - Второе место: 2000
- Промосьон Националь (сильнейшая любительская лига)
  - Второе место: 2001
- Федераль 1 (сильнейшая любительская лига)
  - Второе место: 2002
- Пиренейский чемпионат
  - Победитель: 1926

## Состав
Сезон 2012/13.

## Известные игроки
- Даниэль Сансери
- Фелипе Сансери
- Дамьен Тюссак
- Георгий Тетрашвили
- Александр Тодуа
- / Борис Станкович
- Насони Кунаворе
- Робер Басори
- Рене Буске
- Шарль-Антуан Гонне
- Пьер Дано
- Габриэль Лакруа
- Бернар Моммежа